# Mont Kurai
Le mont Kurai (位山, Kurai-yama) est une montagne culminant à 1 529 m d'altitude à la limite des villes de Takayama et Gero dans la préfecture de Gifu au Japon. La montagne sépare également les bassins versants des parties nord et sud de la région de Hida (en). La Jinzū-gawa s'écoule vers le nord et la rivière Hida vers le sud.